# Potyczka (bitwa w XVII wieku)
Potyczka (bitwa w XVII wieku) – batalistyczny obraz olejny namalowany przez polskiego malarza Józefa Męcinę-Krzesza w 1881, znajdujący się w zbiorach Muzeum Narodowego w Kielcach.

## Opis
Obraz Męciny-Krzesza powstał „ku pokrzepieniu polskich serc” w drugiej połowie XIX wieku, gdy ziemie Rzeczypospolitej znajdowały się pod zaborami. Jednym z symboli oręża polskiego była husaria, która stoczyła w swojej historii wiele chwalebnych bitew, w tym z wojskami Imperium Osmańskiego.   
Płótno przedstawia walkę atakującego husarza z odpierającym go Turkiem, zaś w tle zgiełk bitewny na dosyć płaskim terenie, z którego trudno wyczytać coś konkretnego poza częścią żołnierskich postaci. Husarz pochylony jest do przodu, twarz ma zwróconą w dół, z widocznymi gęstą czarną brodą, nosem i policzkami. Ubrany jest w płytową zbroję, pod którą założył fioletowy kaftan, na głowie ma hełm husarski z przymocowanymi fantazyjnie piórami, z tyłu do łęku siodła lub też do samej zbroi przymocowane ma charakterystyczne husarskie skrzydła. W lewej dłoni trzyma lejce, zaś w prawej, podgiętej pod siebie, trzyma długą kopię. Dosiada kasztanowatego konia, zwróconego profilem w prawo, ukazanego w momencie skoku. Zwrócony tyłem Turek ubrany jest w niebieskie szerokie szarawary i kremową koszulę, na którą założył jasnokremowy pancerz. Bok przewiązany ma barwnym szerokim pasem, za który wetknął dosyć krótki jatagan z charakterystycznie zakończoną rękojeścią. Przy lewym boku siodła widoczna jest zakrzywiona wschodnia szabla. Dosiada wspiętego konia maści izabelowatej ukazanego ¾ od tyłu.
Dopełnieniem potyczki jest sylwetka leżącego na prawym boku karego konia, zwróconego w stronę widza, który uniesiony łeb kieruje w stronę przeskakującego nad nim husarskiego konia.